# Sant'Eufemia a Maiella
Sant'Eufemia a Maiella é uma comuna italiana da região dos Abruzos, província de Pescara, com cerca de 365 habitantes. Estende-se por uma área de 40 km², tendo uma densidade populacional de 9 hab/km². Faz fronteira com Caramanico Terme, Fara San Martino (CH), Pacentro (AQ), Sulmona (AQ).

## Demografia
| Variação demográfica do município entre 1861 e 2011                               |
|                                                                                   |
| Fonte: Istituto Nazionale di Statistica (ISTAT) - Elaboração gráfica da Wikipedia |